# Holding onto Strings Better Left to Fray
| Оценки критиков | Оценки критиков                 |
| Источник        | Оценка                          |
| --------------- | ------------------------------- |
| Allmusic        | [ 1 ]                           |
| IGN             | [ 2 ]                           |
| Revolver        | [ источник не указан 716 дней ] |
| Sputnikmusic    | [ 3 ]                           |
| Rockfreaks.net  | [ 4 ]                           |

Holding onto Strings Better Left to Fray — пятый студийный альбом южноафриканской пост-гранж группы Seether, выпущен 17 мая 2011 года.

## История создания альбома
В 2009 году в одном из интервью музыканты заявили, что начали работать над новым лонгплеем. Весной 2010 года они прервали студийную работу, отправившись в тур, а уже летом рокеры снова были в студии, полные сил и желания завершить начатое. Итак, релиз Holding Onto Strings Better Left To Fray наконец-то состоялся, и можно смело заявить, что Seether и на этот раз подошли к записи со всей ответственностью. Первый трек Fur Cue сразу же дает понять, что фирменный стиль группы никуда не исчез: мы получили тяжелое звучание с шустрым карданом, низкими гитарными строями, агрессивной бас-гитарой и мощным вокалом. Однако музыкантам не чужда и лирика: No Resolution и Here And Now как раз демонстрируют сочетание мелодичности и драйвового альтернативного рока. Четвёртый трек, «Country Song», наверняка для многих слушателей станет сюрпризом: Seether сумели смешать тяжелый рок с кантри-мотивами. Получилось интересно и необычно. В целом, несмотря ни на что, Holding Onto Strings Better Left To Fray представляет собой единое целое, с быстрыми и медленными композициями, с агрессией и лирикой. За такое сочетание Seether и полюбили меломаны во всем мире. Название альбома является строчкой из песни «Here and Now».

## Список композиций
Стандартное издание
1. «Fur Cue» — 3:47
2. «No Resolution» — 3:08
3. «Here and Now» — 3:55
4. «Country Song» — 3:49
5. «Master of Disaster» — 4:18
6. «Tonight» — 3:44
7. «Pass Slowly» — 3:27
8. «Fade Out» — 3:54
9. «Roses» — 4:17
10. «Down» — 3:57
11. «Desire for Need» — 3:33
12. «Forsaken» — 4:19

Бонус-треки де-люкс издания
- 13.«Dead Seeds» — 4:03
- 14.«Yeah» — 4:28
- 15.«Nobody» — 3:07
- 16.«Effigy» — 3:35

Дополнительный трек iTunes де-люкс издания
- 17.«Here and Now (Deconstructed)» — 3:59

## Участники записи
- Шон Морган - вокал, ритм-гитара
- Джош Хамфрей - ударные
- Трой Маклоухорн* - соло-гитара

* Композиция «Fur Cue» была записана после того как Трой покинул Seether. Остальные композиции были записаны с Троем